# روبرت هال (سياسي)
روبرت هال هو سياسي كندي، ولد في 30 نوفمبر 1930، وتوفي في 7 يونيو 2016 في مونكتون في كندا. حزبياً، نشط في الحزب الديمقراطي في نيو برونزويك ‏. وقد انتخب عضو الجمعية التشريعية لنيو برونزويك ‏.